# Зирянка (Катайський район)
Зиря́нка (рос. Зырянка) — село у складі Катайського району Курганської області, Росія. Входить до складу Верхньоключевської сільської ради.
Населення — 177 осіб (2010, 227 у 2002).
Національний склад станом на 2002 рік: росіяни — 97 %.